# Google Фото
Google Фото — сервис, представленный на Google I/O 2015, предназначен для хранения, редактирования, обмена фотографиями и видео.

## История
Сервис Google Фото появился в результате отделения от социальной сети Google+, при этом заменив собой программу для просмотра фотографий Picasa. Google Фото был представлен на конференции разработчиков Google I/O 2015, в тот же день была запущена веб-версия, а также приложения для iOS и Android.

## Место для хранения
Изначально сервис Google Фото предоставлял неограниченное пространство для хранения фотографий до 16 мп и видео с разрешением до 1080p. Загруженные фото сжимаются, чтоб занимать меньше пространства на серверах Google, но при этом практически не теряют качество. Также есть возможность хранения контента в более высоком качестве, но при этом с ограниченным пространством для хранения. Для пользователей Mac и PC предусмотрена утилита автозагрузки, но просмотр фото производится через браузер.
С июня 2021 года возможность бесплатного хранения фотографий ограничена: все файлы, загруженные начиная с 1 июня 2021 г. и позже, теперь занимают место хранилища аккаунта Google.

## Поиск
Google Фото предоставляет большие возможности по поиску и сортировке нужных фотографий и видео. Загруженный в сервис контент сортируется по разным критериям: место съёмки, лица и объекты, изображённые на фото или видео. Также возможно вручную сортировать фото или видео по альбомам.
В апреле 2016 года обновление Google Фото улучшило поиск по фотографиям.

## Автокреатив
В Google Фото присутствует возможность автоматического создания коллажей, видео, анимаций, панорам и историй. Автокреатив может создаваться автоматически из фото или видео, которые были загружены или же непосредственно самим пользователем.